# Tungöl
Tungöl, auch Chinesisches Holzöl oder Elaeococcaöl genannt, ist ein Pflanzenöl aus den ölreichen Samen verschiedener südasiatischer, baumförmiger Arten der Gattung Vernicia. 

## Vorkommen und Herstellung
In China wird meist der Tung- oder Abrasinbaum (Vernicia montana) (auch speziell als Abrasinöl) und der Tungölbaum (Vernicia fordii) genutzt, in Japan Vernicia cordata (Japanisches Holzöl). Das Öl des verwandten Lichtnussbaumes (Aleurites moluccana) wird als Kukuinussöl bezeichnet, ähnlich sind auch die Öle von Reutealis trisperma (Bagilumbangöl). Es wird aus den Samen entweder kalt- oder heißgepresst erhalten.
Ein ähnliches Öl, das Oiticicaöl, stammt von Licania rigida, auch von Garcia nutans wird ein solches erhalten.

## Eigenschaften und Zusammensetzung
Frisches Tungöl ist klar, bernsteinfarbig, geruch- und geschmacklos (kaltgepresst; white tung oil) bis dunkelbraun mit fäkalartigem Geruch (heißgepresst; black tung oil) und ist vergleichsweise dickflüssig. Der Geruch des hellen Tungöls verändert sich nach einiger Zeit, er ähnelt dann dem von ranzigem Speck, Lardöl und ist dadurch sehr charakteristisch und unangenehm.

Die dreifach ungesättigte α-Eleostearinsäure

Von anderen Pflanzenölen unterscheidet sich Tungöl durch seine besondere chemische Zusammensetzung: Es besteht bis zu über 80 % aus den Glyceriden der α-Elaeostearinsäure, einer dreifach ungesättigten Fettsäure. Als weitere Komponenten der Triglyceride kommen Ölsäure, Palmitinsäure und Stearinsäure vor. Auf Grund geringer Anteile der in allen Wolfsmilchgewächsen enthaltenen Di- und Triterpenester ist Tungöl nicht zum Verzehr geeignet. Der Presskuchen nach der Extraktion des Öls ist ein guter Dünger, aber nicht als Tierfutter geeignet.
Tungöl weist zudem ein sehr charakteristisches Verhalten beim Erhitzen auf, das für die technischen Eigenschaften eine Rolle spielt: Wird es stark erhitzt, resultiert dies in einer starken Erhöhung der Viskosität, die zu einer Gelatinisierung führt. Dabei erhöht sich das spezifische Gewicht, während der Brechungsindex reduziert wird.
Tungöl wird seit Jahrhunderten als wasserabweisendes Öl verwendet, da es sehr tief und selbst in das dichteste Holz eindringt. Es bildet im Vergleich zu den meisten anderen oxidativen Ölen einen feinen, dauerhaften Film, der seine Elastizität behält und sich mit dem Holz bewegt.

## Gewinnung
Das Öl wird durch das Auspressen der Samen in den reifen Früchten gewonnen, die vorher von der Schale befreit werden. Es kann sowohl warm wie auch kalt extrahiert werden. Die Kerne enthalten 50 % bis 60 % Öl.

## Verwendung
Obgleich Tungöl im Gegensatz zu anderen pflanzlichen Ölen nicht als Nahrungsmittel geeignet ist, kann es in seiner reinen Form ohne Bedenken mit Lebensmitteln in Kontakt kommen. Daher findet es Verwendung bei der Holzveredelung, beispielsweise von Esstischen, Schneidebrettern oder Kinderspielzeug. 
Darüber hinaus findet es ähnlich wie Leinöl Verwendung als Rohstoff zur Herstellung von Lacken, teilweise auch zur Produktion von Seife und Linoleum, als Schmieröl sowie als Bindemittel in der Malerei. Auch fand es Verwendung zur Herstellung von „Lampenruß“.

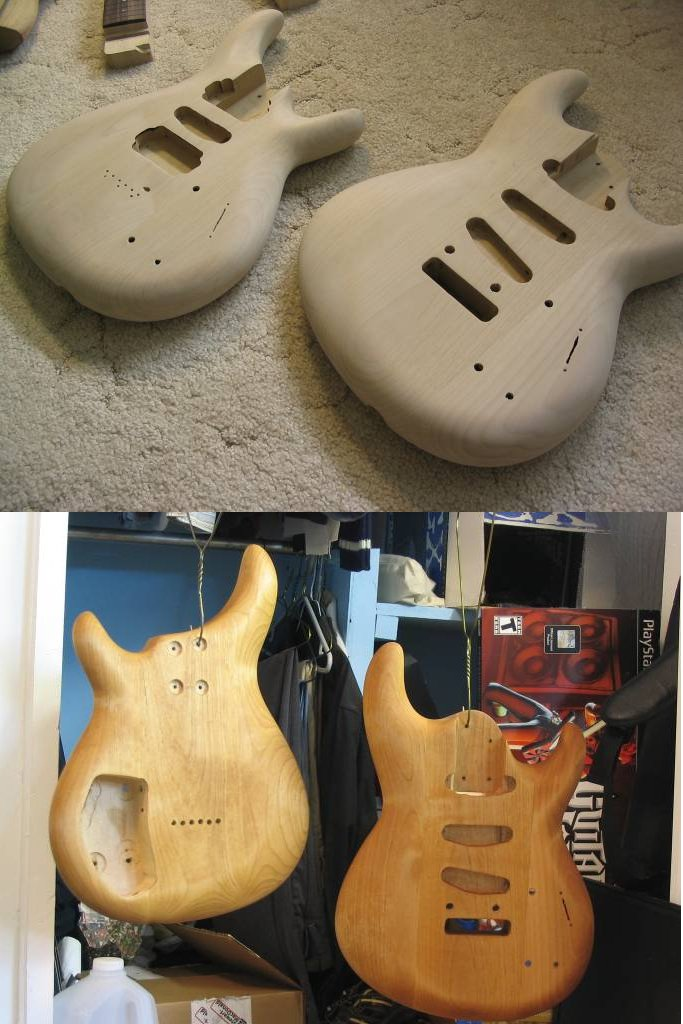
Rohes Holz (oben) verfärbt sich nach Tungöl-Behandlung gelblich-golden.

Tungöl polymerisiert und oxidiert ähnlich wie Leinöl, trocknet jedoch schneller und bildet eine harzartige, harte, matte Oberfläche. In der Malerei besteht bei alleiniger Verwendung des Tungöls eine hohe Versprödungs- bzw. Rissgefahr. Daher wird es meist in Mischung mit Leinölfirnis verwendet. Bis 20 % dem Leinölfirnis zugesetzt beschleunigt es die Trocknung und verringert die Quellung durch Wasser. Mit Leinöl gemischt wird eine besonders gute Haltbarkeit und Witterungsbeständigkeit erreicht. In geringen Mengen dem Schlussanstrich mit Leinölfarben ohne Lösemittel beigegeben erhöht es deren Glanz und Abriebfestigkeit.
In der Elektroindustrie werden elektrische Bauteile mit Tungöl bedampft, um die Wasserbeständigkeit zu erhöhen.